# Гоноратка (Вінницький район)
Гонора́тка — село в Україні, в Оратівській селищній громаді Вінницького району Вінницької області. Розташоване на обох берегах річки Безіменна (притока Гнилої) за 5 км на південь від смт Оратів та за 19 км від зупинного пункту Фронтівка. Населення становить 295 осіб (станом на 1 січня 2018 р.).

## Історія

### У складі Речі Посполитої
Після Національно-визвольної війни село було залюднене поміщиком Станіславом Война-Оранським (пол. Stanisław Woyna-Orański herbu Ślepowron) та отримало свою назву честь його дружини Гонорати з д. Цешковських Война-Оранської — Гоноратка (пол. Honoratka).
У 1762 році тут збудовано дерев'яну церкву 7-го класу на честь святого Дмитра.
20 травня 1787 року по дорозі до Канева у селі зупинявся останній король Речі Посполитої Станіслав Август Понятовський.

### У складі Російської імперії
Гоноратка Оратівської волості Липовецького повіту Київської губернії належала доньці Станіслава та Гонорати — Антоніні Станіславівні з Войно-Оранських Пулавській (пол. Antonina z d.Wojno-Orańskich Pułaska (Puławski)), дружині генерал-майора Антонія Пулавського. Також подружжю Пулавських належало містечко Оратів.
Згодом село належало Івашкевичам, Братковському, а з 1833 року — Олександру Бондажевському (пол. Aleksandr Bondarzewski (Bądarzewski)). 
По смерті Бондажевського 1847 року, село перейшло у власність Емілії Бондажевської (пол. Emilią z d. Newlińskich Bondarzewska). 
В 1854 році стару церкву було перебудовано.
У 1860-х роках спадкоємицею маєтку Гоноратка стала донька Олександра та Емілії — Софія-Емілія, в шлюбі Здеховська (пол. Zofią–Emilią z Bondarzewskich Zdziechowska h. Rawicz).
На початку XX століття в Гоноратці налічувалось 94 двори, де мешкало 502 особи. 
В селі був православний храм, школа, водяний млин Софії-Емілії Громницької, а також два вітряки, що належали місцевим селянам.
Згодом маєток перейшов у власність Козіцького, який в свою чергу продав Гоноратку Владиславу Йосиповичу Ярошинському (пол. Władysław Edward Izydor Jaroszyński h.wł.), що родом із Бабина.

#### Аполлон Корженьовський
У селі Гоноратка 21 лютого 1820 року в родині Теодора та Юлії з д. Д'якевичів Коженьовських народився син Аполлон (пол. Apollo Korzeniowski h. Nałęcz), у майбутньому батько відомого письменника Джозефа Конрада. Аполлон мав двох братів — Роберта та Гілярія, а також сестру Емілію.  

### У складі УРСР
Починаючи з 1920 року Гоноратка підпорядковувалась Зарудянській сільській раді. 

#### Друга світова війна
В роки війни на фронтах воювало 124 жителя села, з них 88 загинули в боях.
В березні 1944 року війська Робітничо-Селянської Червоної Армії остаточно визволили селище від німецьких окупантів. В цих боях протягом січня-березня загинуло 97 солдат, яких поховано в братській могилі на місцевому кладовищі. Невідомими залишились 75 загиблих.   

### Сучасність
12 червня 2020 року, відповідно розпорядження Кабінету Міністрів України № 707-р «Про визначення адміністративних центрів та затвердження територій територіальних громад Вінницької області», село увійшло до складу Оратівської селищної громади.
19 липня 2020 року, в результаті адміністративно-територіальної реформи та ліквідації Оратівського району, село увійшло до складу Вінницького району.

## Пам'ятки
На південному сході від села знаходиться заповідне урочище Балабанівський ліс. 

## Населення

### Мова
Розподіл населення за рідною мовою за даними перепису 2001 року:
| Мова       | Кількість | Відсоток |
| ---------- | --------- | -------- |
| українська | 346       | 99.43%   |
| російська  | 2         | 0.57%    |
| Усього     | 348       | 100%     |

## Відомі люди
- Аполло Коженьовський[10] — батько відомого польського та англійського письменника Джозефа Конрада; учасник Польського повстання 1863-1864 р.р.[11];
- Яструб Костянтин Пилипович — голова Черкаської ОДА і Черкаської обласної ради.

## Галерея

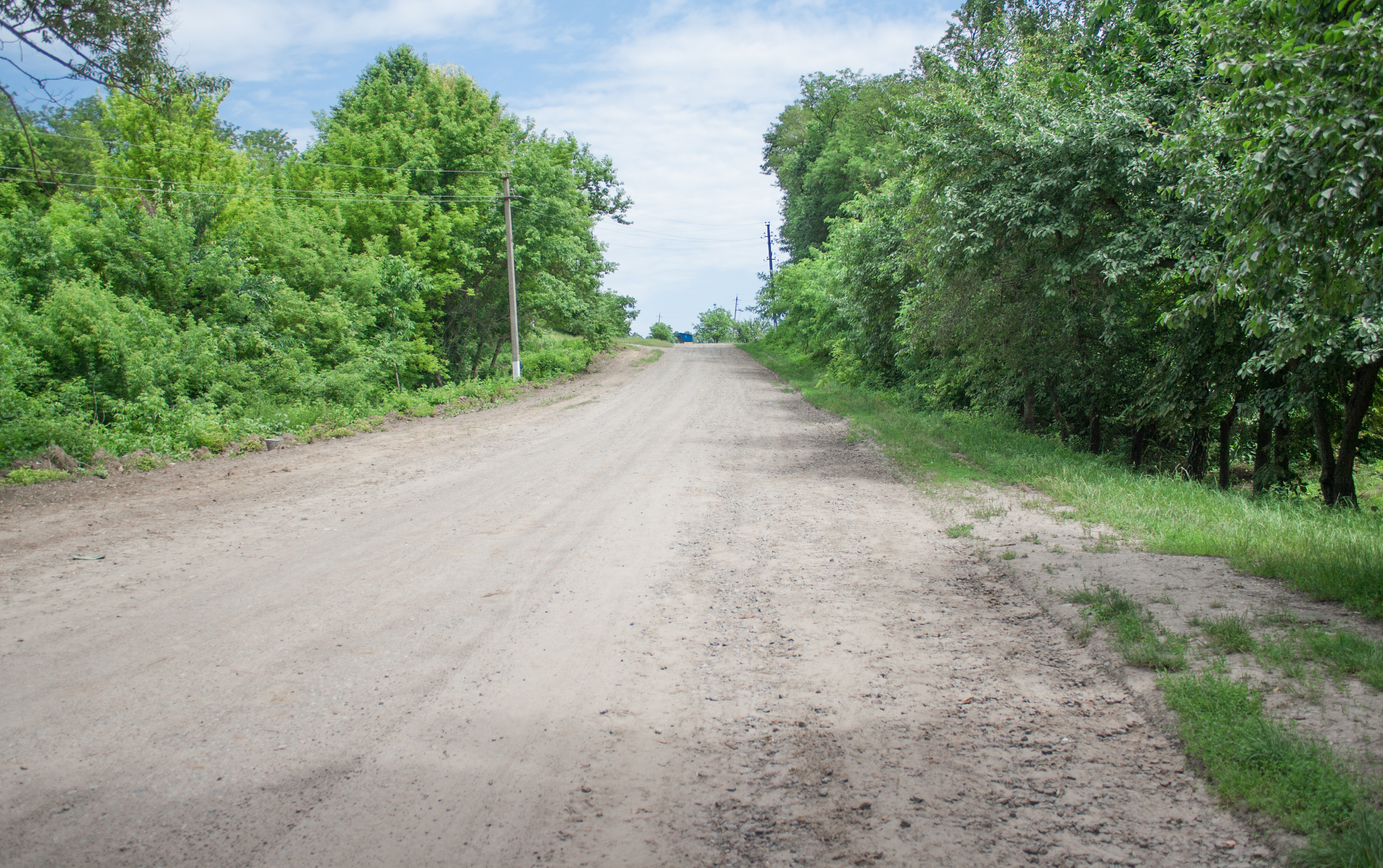
Вулиця
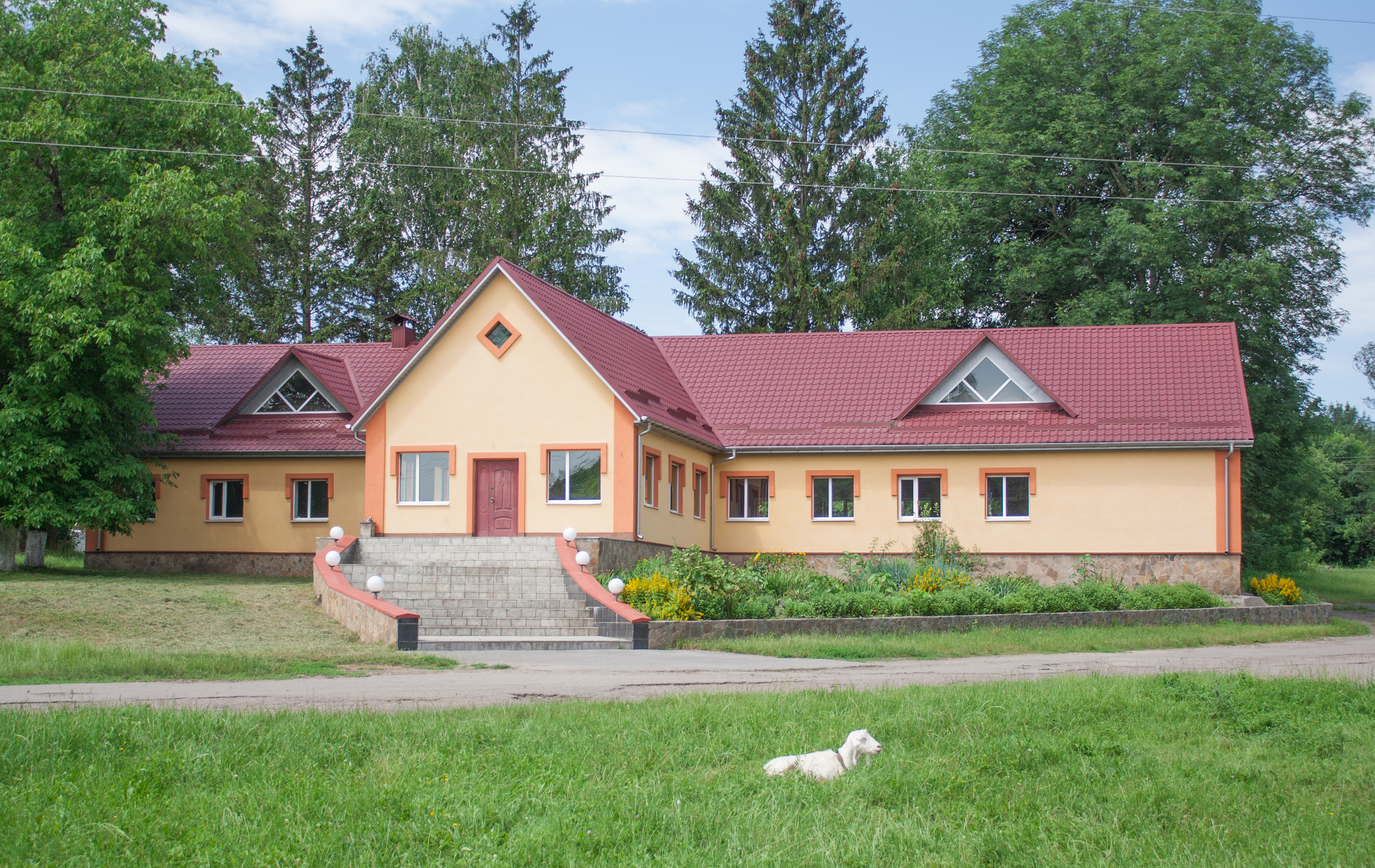
Будівля
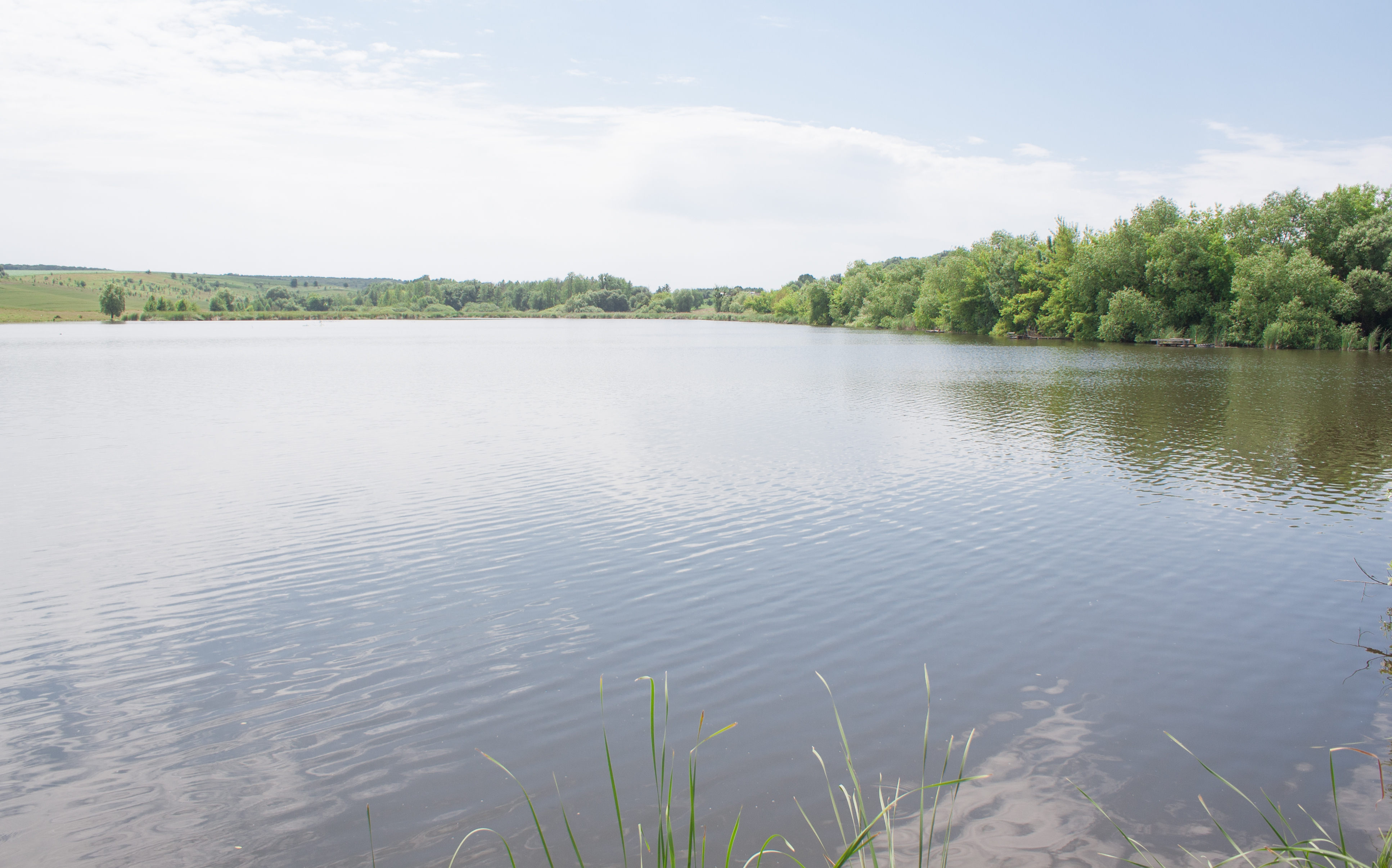
Ставок на річці Безіменна
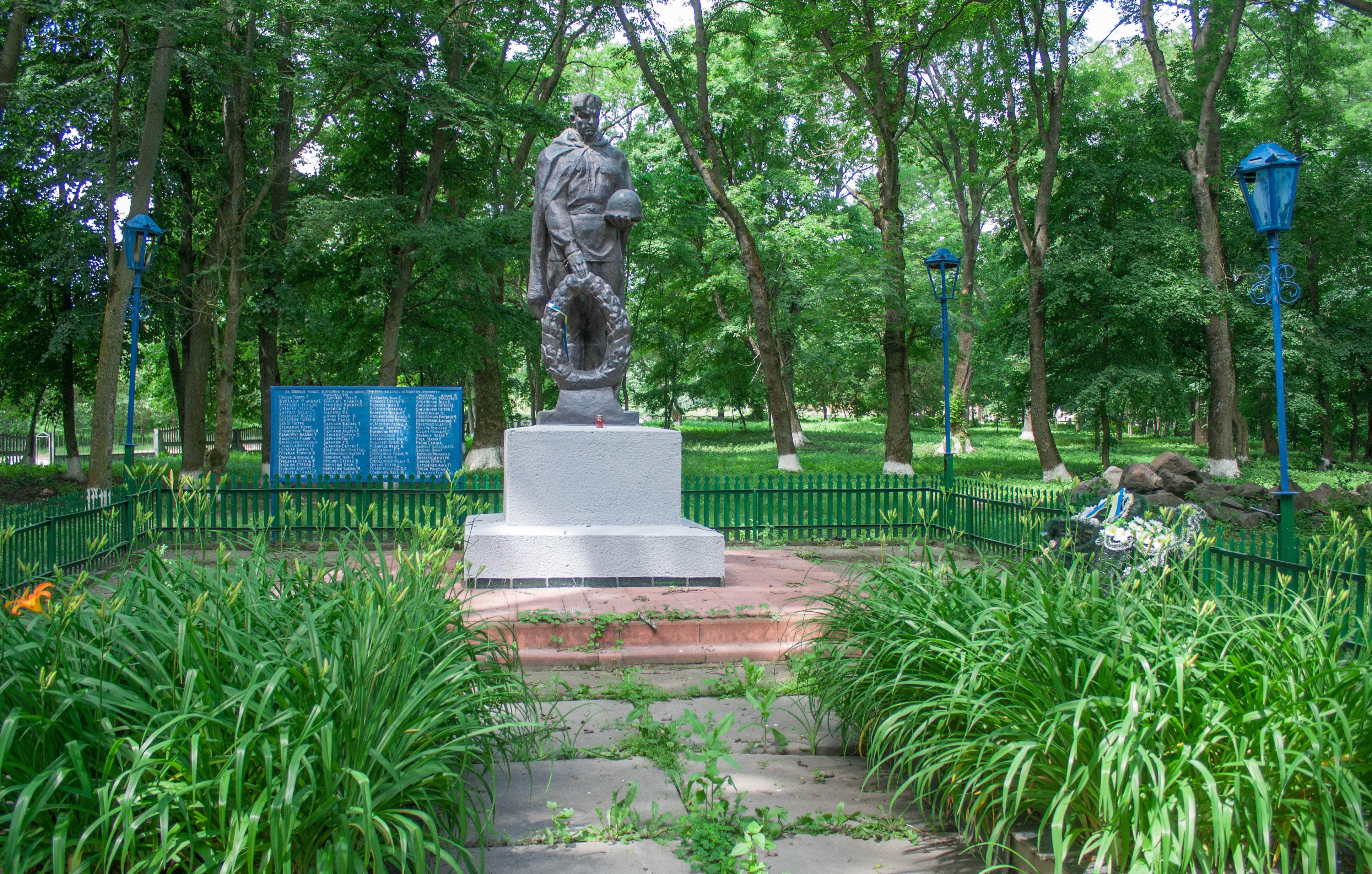
Братська могила радянських воїнів
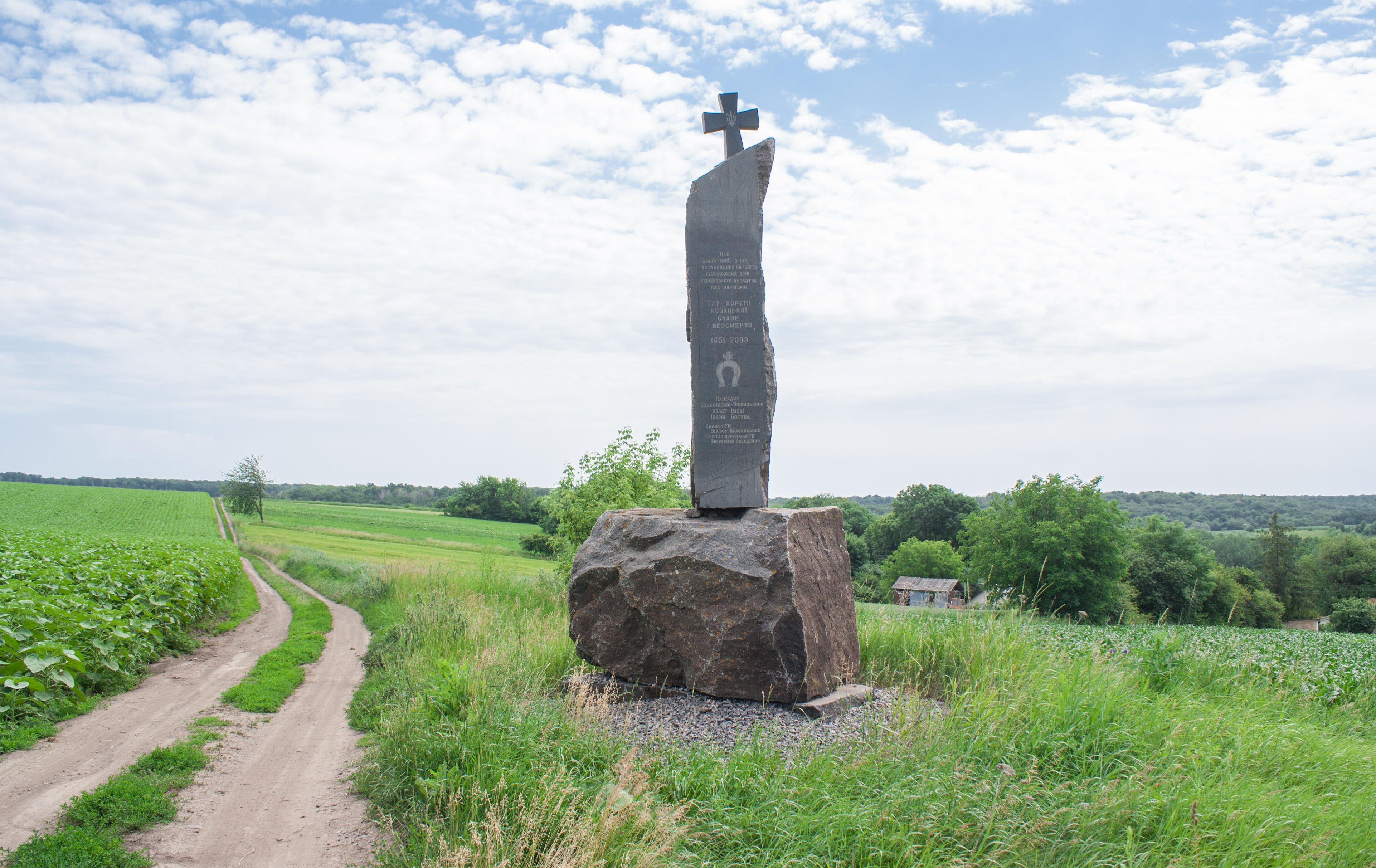
Пам'ятний знак на честь українського козацтва